# Windmolen van Grotenberge
De  windmolen van Grotenberge, Stenen Molen of Molen van Breivelde is een voormalige windmolen aan de Stenenmolen in Grotenberge, deelgemeente van de Belgische stad Zottegem. De stenen koren- en oliewindmolen dateert uit de 18e eeuw en raakte beschadigd in 1930 tijdens een storm. Vanaf 1931 werd het een jeugdverblijf en in 1950 werden de kap en het binnenwerk verwijderd. Nu rest enkel nog de romp met getoogde muuropeningen in een omlijsting van gesinterde baksteen. Sinds 1979 was de molenromp als dorpsgezicht beschermd. In 2022 raakte bekend dat de molen zijn beschermde statuut zal verliezen .

## Afbeeldingen

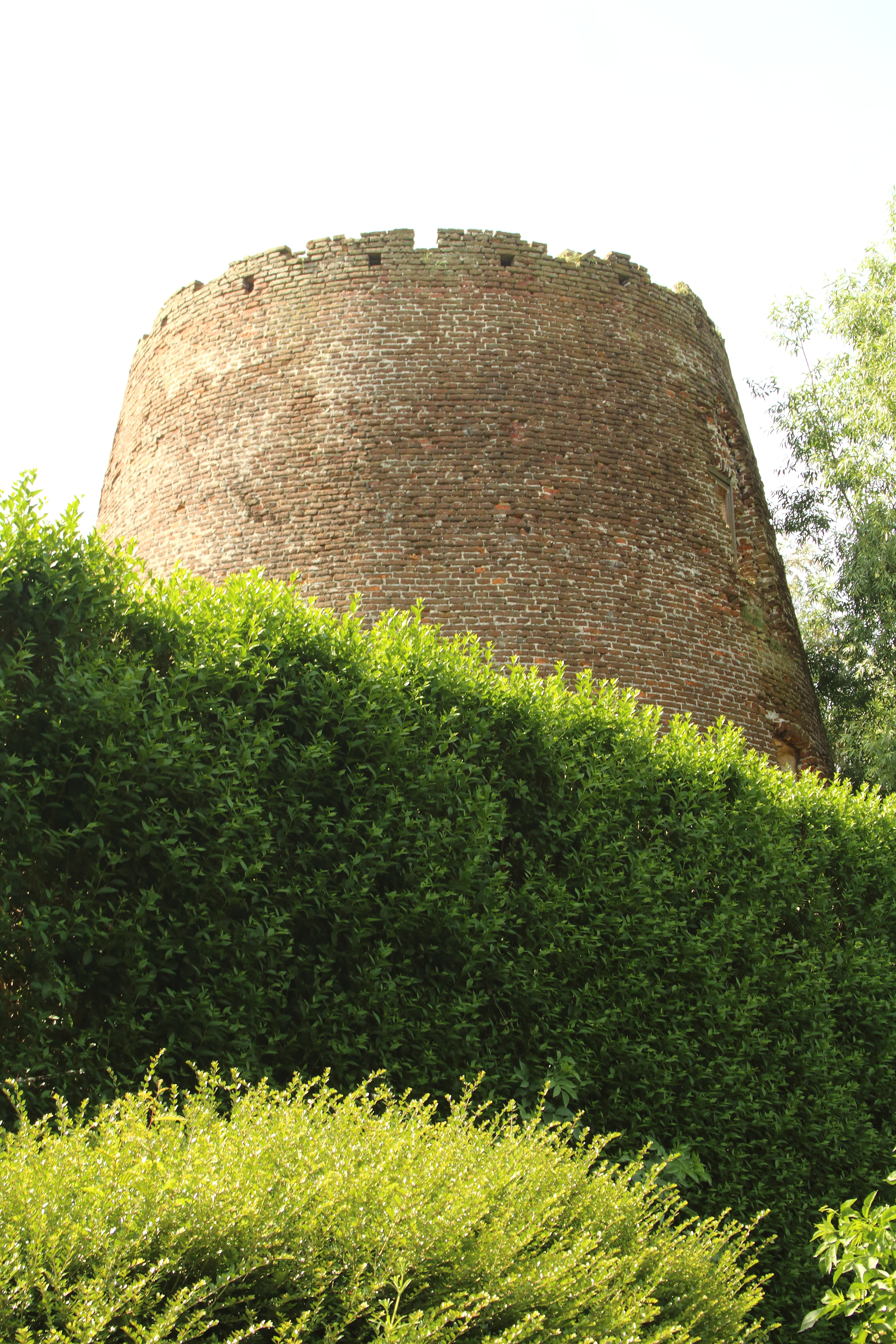
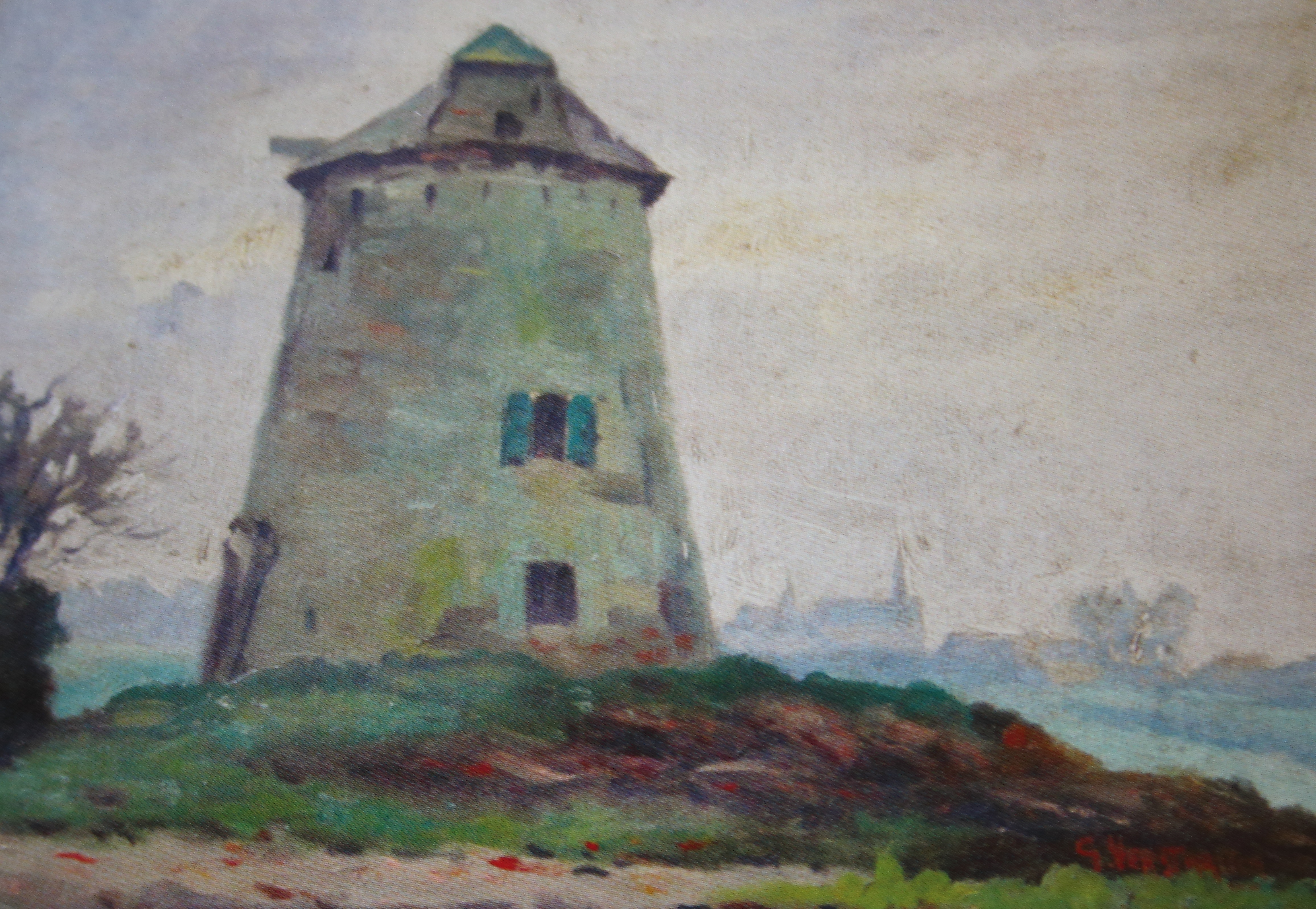
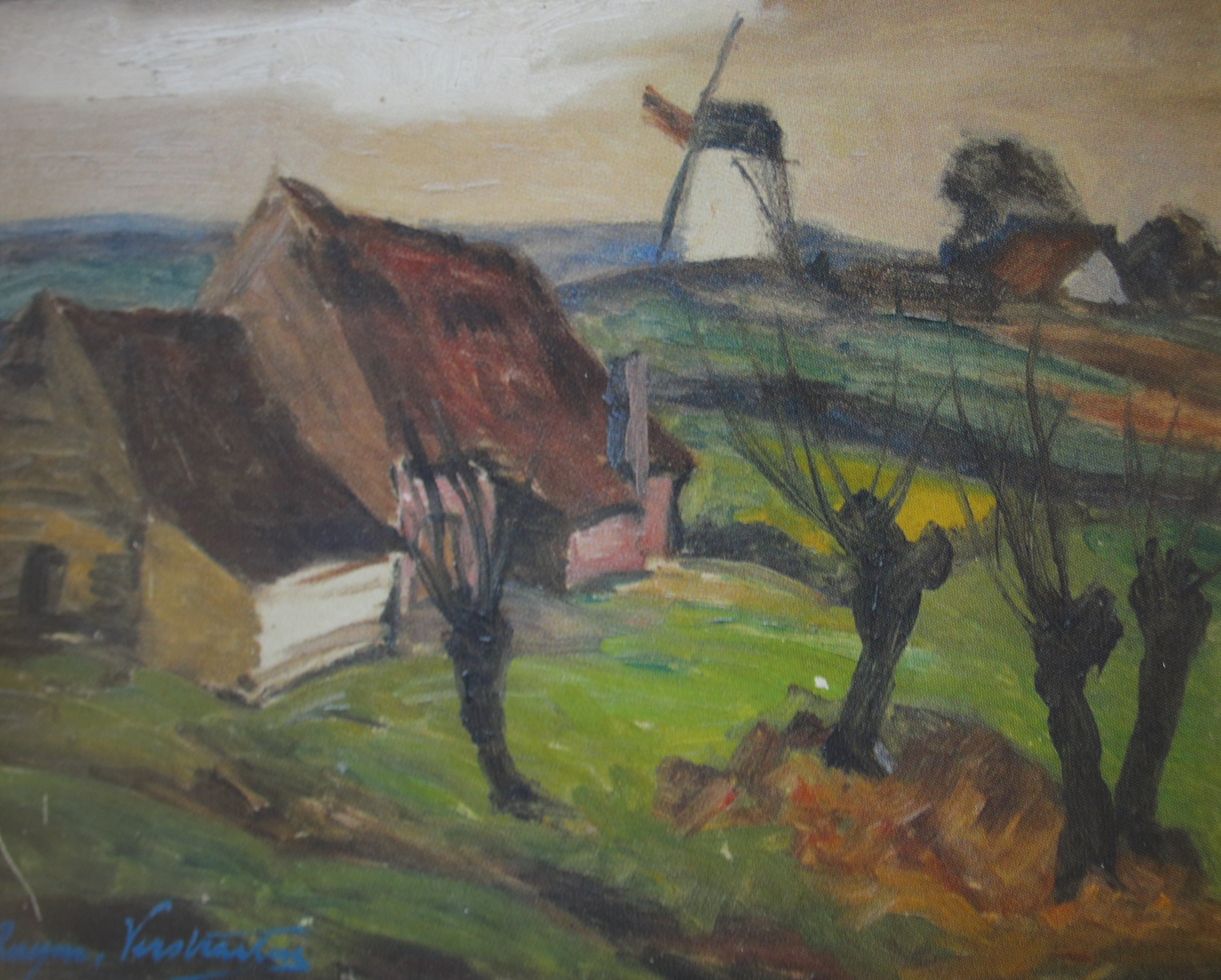

- Inventaris van het Bouwkundig Erfgoed (Vlaanderen): 83590